# Tiësto
Тајс Фервест (хол. Tijs Verwest; Бреда, 17. јануар 1969), познатији као Тијесто (хол. Tiësto), раније и Ди-џеј Тијесто (хол. DJ Tiësto), холандски је тренс ди-џеј.

## Дискографија

### Соло албуми
- 2001 — In My Memory
- 2002 — In My Memory - Remixes
- 2004 — Just Be
- 2004 — Parade of the Athletes
- 2005 — Just Be: Remixed
- 2007 — Elements Of Life
- 2009 — Kaleidoscope

### Соло синглови
- 1993 — Spiritual Wipe Out (као Da Joker)
- 1994 — Arabsession (као DJ Limited)
- 1994 — In The Ghetto (као Da Joker)
- 1996 — Second Game (као Tom Ace)
- 1996 — The Tube
- 1996 — In My Heart (као Paradise In Dubs)
- 1996 — Blackspin (као Passenger)
- 1997 — Blaze Of Night (као Hammock Brothers)
- 1998 — Our Love (као Roze)
- 1998 — When She Left (као Allure)
- 1998 — Flying Squirrel Problem (као Drumfire)
- 1999 — Mirror (као Stray Dog)
- 1999 — Rejected / When She Left (као Allure)
- 1999 — Lethal Industry
- 1999 — Sparkles
- 1999 — Theme From Norefjell
- 2000 — No More Tears (као Allure)
- 2000 — We Ran At Dawn (као Allure)
- 2001 — Battleship Grey
- 2001 — Flight 643
- 2001 — Suburban Train
- 2001 — Urban Train
- 2002 — In My Memory
- 2002 — Magik Journey
- 2002 — Obsession (Junkie XL)
- 2002 — We Came (Фери Корстен)
- 2003 — Traffic
- 2004 — Dallas 4pm
- 2004 — Love Comes Again (BT)
- 2004 — Just Be (Кирсти Хокшоу)
- 2005 — Adagio For Strings
- 2005 — The Loves We Lost (као Allure)
- 2006 — Dance For Life (Maxi Jazz из Faithlessа)
- 2007 — In The Dark (Christian Burns)
- 2007 — Break My Fall (BT)

### Копродукција
- "Gouryella" (Ferry Corsten) (Синглови)
  - 1999 — Walhalla
  - 1999 — Gouryella
  - 2000 — Tenshi
  - 2002 — Ligaya
- "Vimana" (Ferry Corsten) (Синглови)
  - 1999 — We Came
  - 2000 — Dreamtime
- "Kamaya Painters" (Benno De Goeij) (Синглови)
  - 1998 — Endless Wave
  - 1999 — Far From Over
  - 2001 — Wasteland
- "Control Freaks" (Benno De Goeij и Пит Бервутс) (Синглови)
  - 1998 — Subspace Interference
- "Major League" (Армин Ван Бурен)
  - 2000 — Wonder Where You Are
- "Alibi" (Armin Van Buuren)
  - 2000 — Eternity
- "Glycerine" (DJ Yves)
  - 1996 — 666
- "Hard Target" (G-Shock)
  -  ? — Knights Of Hardcore
- "T-Scanner" (G-Shock)
  - 1994 — Trip To Heaven
- "West & Storm" (G-Shock)
  - 1995 — Porpoise
  - 1995 — Sunday Morning
  - 1996 — Back 2 Basic
- "TB X-Press" (DJ Ghost)
  - 1996 — When I Was A Sperm

### Видео/ДВД
- 1999 — DJ Tiësto Live At Innercity, Rai Amsterdam (Видео)
- 2001 — Underground Trance - Special Appearance & Magikal Remake By Tiësto (ДВД + 2*ЦД)
- 2003 — Another Day At The Office (ДВД)
- 2003 — Tiësto In Concert (2x ДВД)
- 2003 — Tiësto In Concert - Take Two (ДВД)
- 2004 — Tiësto In Concert 2 (2x ДВД)
- 2005 — Tiësto In Concert 2 (US издање)

### Диџеј компилације
- 1995 — Forbidden Paradise 3 - The Quest For Atlantis
- 1995 — Forbidden Paradise 4 - High As A Kite
- 1996 — Forbidden Paradise 5 - Arctic Expedition
- 1996 — Forbidden Paradise 6 - Valley Of Fire
- 1997 — Magik One - First Flight
- 1998 — Magik Two - Story Of The Fall
- 1998 — Magik Three - Far From Earth
- 1998 — Forbidden Paradise 7 - Deep Forest
- 1999 — Magik Four - A New Adventure
- 1999 — In Search Of Sunrise
- 1999 — Live at Innercity, Amsterdam-Rai
- 2000 — Summerbreeze
- 2000 — Magik Five - Heaven Beyond
- 2000 — Magik Six - Live In Amsterdam
- 2000 — In Search of Sunrise 2
- 2001 — Magik Seven - Live In Los Angeles
- 2001 — Revolution
- 2002 — In Search of Sunrise 3 - Panama
- 2003 — Nyana
- 2003 — DJ Tiesto - World Leader
- 2004 — Parade of the Athletes
- 2005 — In Search of Sunrise 4 - Latin America
- 2006 — In Search of Sunrise 5 - Los Angeles
- 2007 — In Search of Sunrise 6 - Ibiza
- 2008 - In Search Of Sunrise 7 - Asia